# Plaxopsis nitidula
Plaxopsis nitidula är en stekelart som beskrevs av Charles Thomas Brues 1924. Plaxopsis nitidula ingår i släktet Plaxopsis och familjen bracksteklar. Inga underarter finns listade i Catalogue of Life.